# O Rei Leão (trilha sonora de 1994)
The Lion King: Original Motion Picture Soundtrack é a trilha sonora original do filme de animação de 1994 da Walt Disney Pictures, O Rei Leão. Possui músicas instrumentais de Hans Zimmer e canções compostas por Elton John e Tim Rice. O álbum foi lançado em 30 de maio de 1994 em CD e em fita cassete. A gravação do álbum ocorreu nos Estados Unidos, Reino Unido e África do Sul. É o álbum de trilha sonora de um filme de animação mais vendida nos Estados Unidos, com mais de 7 milhões de cópias vendidas, sendo vendidas aproximadamente 5 milhões de cópias em seu ano de lançamento. No Brasil, o álbum foi lançado pela gravadora Natasha Records.
Uma versão expandida da trilha sonora de O Rei Leão, com 30 minutos de material inédito foi lançado como parte da série "Walt Disney Records: The Legacy Collection". Essa versão foi lançada em 24 de junho de 2014. Em 2014, a Hot Topic lançou um disco de vinil da trilha sonora.

## Lista de faixas
Todas as faixas escritas e compostas por Elton John & Tim Rice (faixas 1–5, 10-14), e Hans Zimmer (faixas 6-9). 
| The Lion King (Original Motion Picture Soundtrack) |                                               |                                                                              |         |  |
| N.º                                                | Título                                        | Interpretada por                                                             | Duração |  |
| 1.                                                 | "Circle of Life"                              | Carmen Twillie, Lebo M. & Mbongheni Ngema                                    | 3:59    |  |
| 2.                                                 | "I Just Can't Wait To Be King"                | Jason Weaver, Rowan Atkinson & Laura Williams                                | 2:50    |  |
| 3.                                                 | "Be Prepared!"                                | Jeremy Irons, Cheech Marin & Whoopi Goldberg                                 | 3:40    |  |
| 4.                                                 | "Hakuna Matata"                               | Nathan Lane, Ernie Sabella, Jason Weaver, & Joseph Williams                  | 3:33    |  |
| 5.                                                 | "Can You Feel the Love Tonight"               | Joseph Williams, Sally Dworsky, Nathan Lane, Ernie Sabella e Kristle Edwards | 2:57    |  |
| 6.                                                 | "This Land"                                   | Hans Zimmer                                                                  | 2:55    |  |
| 7.                                                 | "... To Die For"                              | Hans Zimmer                                                                  | 4:17    |  |
| 8.                                                 | "Under the Stars"                             | Hans Zimmer                                                                  | 3:45    |  |
| 9.                                                 | "King Of Pride Rock"                          | Hans Zimmer                                                                  | 5:59    |  |
| 10.                                                | "Circle Of Life" (pop version)                | Elton John                                                                   | 4:51    |  |
| 11.                                                | "I Just Can't Wait To Be King" (pop version)  | Elton John                                                                   | 3:37    |  |
| 12.                                                | "Can You Feel The Love Tonight" (pop version) | Elton John                                                                   | 4:01    |  |
| Duração total:                                     | Duração total:                                | Duração total:                                                               | 46:40   |  |

| The Lion King: Special Edition |                                         |                                               |         |  |
| N.º                            | Título                                  | Interpretada por                              | Duração |  |
| 12.                            | "The Morning Report"                    | Jeff Bennett, James Earl Jones & Evan Saucedo | 1:36    |  |
| 13.                            | "Can You Feel The Love Tonight" (remix) | Elton John                                    | 4:08    |  |
| Duração total:                 | Duração total:                          | Duração total:                                | 52:24   |  |

## Edição brasileira
Adaptação de letras por Eliana Estevão, Alfredo Marco, Telmo Perle Münch, Marcelo Coutinho, Renato Lopez, Javier Porton e Maurício Seixas.
| O Rei Leão (Trilha Sonora em Português) |                                               |                                                                   |                                                                       |         |  |
| N.º                                     | Título                                        | Compositor(es)                                                    | Interpretada por                                                      | Duração |  |
| 1.                                      | "Ciclo sem Fim"                               | Alfredo Marco Eliana Estevão                                      | Eliana Estevão                                                        | 3:59    |  |
| 2.                                      | "O Que Eu Quero Mais É Ser Rei"               | Telmo Perle Münch                                                 | Pádua Moreira, Bruno Miguel & Nanná Tribuzy                           | 3:32    |  |
| 3.                                      | "Se Preparem"                                 | Javier Ponton Marcelo Coutinho Mauricio Seixas Renato López Münch | Jorgeh Ramos, Hércules Fernando & Carmem Sheila                       | 3:40    |  |
| 4.                                      | "Hakuna Matata"                               | Münch                                                             | Pedro Lopes, Mauro Ramos, Bruno Miguel & Garcia Júnior                | 3:33    |  |
| 5.                                      | "Nesta Noite o Amor Chegou"                   | Ponton Coutinho López Münch                                       | Garcia Junior, Pedro Lopes, Mauro Ramos, Kika Tristão & Nanná Tribuzy | 4:36    |  |
| 6.                                      | "As Terras do Reino"                          |                                                                   | Hans Zimmer                                                           | 2:55    |  |
| 7.                                      | "É de Matar"                                  |                                                                   | Hans Zimmer                                                           | 4:17    |  |
| 8.                                      | "As Hienas"                                   |                                                                   | Hans Zimmer                                                           | 3:45    |  |
| 9.                                      | "Sob a Luz das Estrelas"                      |                                                                   | Hans Zimmer                                                           | 5:59    |  |
| 10.                                     | "O Soberano da Pedra do Rei"                  |                                                                   | Hans Zimmer                                                           | 6:35    |  |
| 11.                                     | "Can You Feel The Love Tonight" (pop version) |                                                                   | Elton John                                                            | 4:51    |  |

| O Rei Leão: Edição Especial |                                               |                                                                   |                                                                       |         |  |
| N.º                         | Título                                        | Compositor(es)                                                    | Interpretada por                                                      | Duração |  |
| 1.                          | "Ciclo sem Fim"                               | Alfredo Marco Eliana Estevão                                      | Eliana Estevão                                                        | 3:59    |  |
| 2.                          | "O Que Eu Quero Mais É Ser Rei"               | Telmo Perle Münch                                                 | Pádua Moreira, Bruno Miguel & Nanná Tribuzy                           | 3:32    |  |
| 3.                          | "Se Preparem"                                 | Javier Ponton Marcelo Coutinho Mauricio Seixas Renato López Münch | Jorge Ramos, Hércules Fernando & Carmem Sheila                        | 3:40    |  |
| 4.                          | "Hakuna Matata"                               | Münch                                                             | Pedro Lopes, Mauro Ramos, Bruno Miguel & Garcia Júnior                | 3:33    |  |
| 5.                          | "Nesta Noite o Amor Chegou"                   | Ponton Coutinho López Münch                                       | Garcia Junior, Pedro Lopes, Mauro Ramos, Kika Tristão & Nanná Tribuzy | 4:36    |  |
| 6.                          | "Relatório Matinal"                           | Dom Félix Ferrà                                                   | Gustavo Pereira, Pádua Moreira e Paulo Flores                         | 2:53    |  |
| 7.                          | "As Terras do Reino"                          |                                                                   | Hans Zimmer                                                           | 4:17    |  |
| 8.                          | "É de Matar"                                  |                                                                   | Hans Zimmer                                                           | 3:43    |  |
| 9.                          | "As Hienas"                                   |                                                                   | Hans Zimmer                                                           | 3:45    |  |
| 10.                         | "Sob a Luz das Estrelas"                      |                                                                   | Hans Zimmer                                                           | 5:59    |  |
| 11.                         | "O Soberano da Pedra do Rei"                  |                                                                   | Hans Zimmer                                                           | 6:35    |  |
| 12.                         | "Can You Feel The Love Tonight" (pop version) |                                                                   | Elton John                                                            | 4:01    |  |
| 13.                         | "Can You Feel The Love Tonight" (remix)       |                                                                   | Elton John                                                            | 5:45    |  |

## Edição portuguesa
| O Rei Leão: Banda Sonora em Português |                                               |                                                                |         |  |
| N.º                                   | Título                                        | Interpretada por                                               | Duração |  |
| 1.                                    | "Ciclo sem Fim"                               | Ana Paulino                                                    | 3:59    |  |
| 2.                                    | "Eu Mal Posso Esperar P'Ra Ser Rei"           | Fernando Luís, Fábio Pascoal & Guida                           | 3:32    |  |
| 3.                                    | "Preparados"                                  | Adriano Luz, Cucha Cavalheiro & Rogério Samora                 | 3:37    |  |
| 4.                                    | "Hakuna Matata"                               | André Maia, Tiago Caetano, José Raposo & Telmo Miranda         | 3:31    |  |
| 5.                                    | "Esta Noite o Amor Chegou"                    | Ana Guida, Tiago Caetano, André Maia & José Raposo,Paula Lemos | 4:35    |  |
| 6.                                    | "Esta Terra"                                  | Hans Zimmer                                                    | 4:17    |  |
| 7.                                    | "...Morrer Por"                               | Hans Zimmer                                                    | 4:44    |  |
| 8.                                    | "As Hienas"                                   | Hans Zimmer                                                    | 4:15    |  |
| 9.                                    | "Debaixo das Estrelas"                        | Hans Zimmer                                                    | 5:59    |  |
| 10.                                   | "A Rocha do Rei"                              | Hans Zimmer                                                    | 3:46    |  |
| 11.                                   | "Can You Feel The Love Tonight" (pop version) | Elton John                                                     | 3:57    |  |

| O Rei Leão: Especial Edição |                                               | |         |  |
| N.º                         | Título                                        | Interpretada por                                                                                                  | Duração |  |
| 1.                          | "Ciclo sem Fim"                               | Ana Paulino | 3:59    |  |
| 2.                          | "Eu Mal Posso Esperar P'Ra Ser Rei"           | Fernando Luís, Fábio Pascoal & Guida                                                                              | 3:32    |  |
| 3.                          | "Preparados"                                  | Adriano Luz, Cucha Cavalheiro & Rogério Samora                                                                    | 3:37    |  |
| 4.                          | "Hakuna Matata"                               | André Maia, Tiago Caetano, José Raposo & Telmo Miranda                                                            | 3:31    |  |
| 5.                          | "Esta Noite o Amor Chegou"                    | Ana Guida, Tiago Caetano, André Maia & José Raposo                                                                | 4:35    |  |
| 6.                          | "O Relatório a Chegar"                        | Fernando Luís & João Pedro Relvas                                                                                 | 2:36    |  |
| 7.                          | "Esta Terra"                                  | Hans Zimmer | 4:17    |  |
| 8.                          | "...Morrer Por"                               | Hans Zimmer | 4:44    |  |
| 9.                          | "As Hienas"                                   | Hans Zimmer | 4:15    |  |
| 10.                         | "Debaixo das Estrelas"                        | Hans Zimmer | 5:59    |  |
| 11.                         | "A Rocha do Rei"                              | Hans Zimmer | 3:46    |  |
| 12.                         | "Can You Feel The Love Tonight" (pop version) | Elton John | 3:57    |  |
| 13.                         | "Can You Feel The Love Tonight" (remix)       | Elton John | 10:52   |  |
| 14.                         | "Circle of Life" (remix)                      | Orlando Brown, Christy Carlson Romano, Hilary Duff, Tahj Mowry, Raven-Symoné, A.J. Trauth & Anneliese van der Pol | 4:34    |  |

## Desempenho comercial
| Parada musical                    | Melhor posição |
| --------------------------------- | -------------- |
| Australian ARIA Album Chart       | 3              |
| Austrian Albums Chart             | 4              |
| Belgian Albums Chart (Flanders)   | 16             |
| Belgian Albums Chart (Wallonia)   | 5              |
| Canadian RPM Albums Chart         | 1              |
| Dutch Albums Chart                | 6              |
| Finnish Albums Chart              | 19             |
| French SNEP Albums Chart          | 1              |
| German Media Control Albums Chart | 7              |
| Japanese Oricon Albums Chart      | 20             |
| New Zealand Albums Chart          | 1              |
| Swedish Albums Chart              | 4              |
| Swiss Albums Chart                | 1              |
| U.S. Billboard 200                | 1              |

| Parada musical (1994)   | Posição |
| ----------------------- | ------- |
| Australian Albums Chart | 6       |
| Canadian Albums Chart   | 4       |
| French Albums Chart     | 4       |
| U.S. Billboard 200      | 4       |
| Parada musical (1995)   | Posição |
| Australian Albums Chart | 32      |
| Austrian Albums Chart   | 17      |
| Canadian Albums Chart   | 26      |
| Swiss Albums Chart      | 19      |
| U.S. Billboard 200      | 10      |

| Parada musical (1990–1999) | Posição |
| -------------------------- | ------- |
| U.S. Billboard 200         | 21      |

### Certificados
| Austrália (ARIA)       | 4× Platina | 280.000   |
| Áustria (IFPI Áustria) | Platina    | 50.000    |
| Canadá (Music Canada)  | Diamante   | 1.000.000 |
| França (SNEP)          | 4× Platina | 1.249.300 |
| Japão (RIAJ)           | Ouro       | 100.000   |
| Polónia (ZPAV)         | Ouro       | 50.000    |
| Suécia (GLF)           | Ouro       | 50.000    |
| Suíça (IFPI Suíça)     | 2× Platina | 100.000   |
| Reino Unido (BPI)      | Platina    | 300.000   |
| Estados Unidos (RIAA)  | Diamante   | 7.879.000 |
| Resumo                 |            |           |
| União Europeia (IFPI)  | 3× Platina | 3.000.000 |

### Prêmios e indicações
| Premiação     | Categoria                                     | Indicação                                                                    | Resultado |
| ------------- | --------------------------------------------- | ---------------------------------------------------------------------------- | --------- |
| Oscar         | Oscar de melhor canção original               | Can You Feel the Love Tonight — Elton John e Tim Rice                        | Venceu    |
| Oscar         | Oscar de melhor canção original               | Circle of Life — Elton John e Tim Rice                                       | Indicado  |
| Oscar         | Oscar de melhor canção original               | Hakuna Matata — Elton John e Tim Rice                                        | Indicado  |
| Oscar         | Oscar de melhor banda sonora                  | Hans Zimmer                                                                  | Venceu    |
| Globo de Ouro | Globo de Ouro de melhor canção original       | Can You Feel the Love Tonight — Elton John e Tim Rice                        | Venceu    |
| Globo de Ouro | Globo de Ouro de melhor canção original       | Circle of Life — Elton John e Tim Rice                                       | Indicado  |
| Globo de Ouro | Globo de Ouro de melhor banda sonora original | Hans Zimmer                                                                  | Venceu    |
| Grammy Award  | Melhor álbum de música para criança           | Mark Mancina, Jay Rifkin, Chris Thomas, Hans Zimmer                          | Venceu    |
| Grammy Award  | Melhor arranjo, instrumento e vocal           | Hans Zimmer e Lebo Morake — "Circle of Life" interpretado por Carmen Twillie | Venceu    |